# Hesiquio de Palestina
Hesiquio (Palestina, siglo IV.) fue un monje romano, originario de Palestina, discípulo de Hilarión.
Según Jerónimo, en una de sus cartas, titulada Vida de San Hilarión, Hesiquio era uno de sus discípulos predilectos y le acompañó en muchas de sus aventuras, huyendo del emperador que había decretado la muerte de los dos. 
Hesiquio fue enviado por su maestro al monasterio de Maiuma en Palestina. 
Hacia el 371, con la muerte de Hilarión en la isla de Chipre, fue Hesiquio a robar su cuerpo y regresarlo a su monasterio en Palestina.
Hesiquio es venerado como santo por las iglesias católicas y ortodoxas. 
El Martirologio romano señala su memoria el día 3 de octubre.